# フレディ・クルーガー
フレディ・クルーガー（Freddy Krueger）は、ホラー映画『エルム街の悪夢』シリーズの登場人物。

## 演じた俳優
- 初代（オリジナル）・ロバート・イングランド
  - 吹替・江原正士（1作目TV版、『フレディVSジェイソン』ソフト版）、青野武（4、5作目、『フレディVSジェイソン』TV版）、樫井笙人（1作目ソフト版）
- 2代目（リメイク）・ジャッキー・アール・ヘイリー
  - 吹替・山路和弘

## プロフィール

### 犯行
眠っている人の夢に出現し、右手にはめられた鉄の鉤爪で相手を引き裂く悪霊と殺人鬼。夢の中で彼に殺された者は、現実でも同様の傷を負って死に至る。フレディというのはニックネームで、本名は「フレッド・クルーガー」。
身長と体重はフレディ・クルーガーの俳優「ロバート・イングランド」の当時の身長176.5 (四捨五入したら177cm)・体重は81kgの悪霊である。BMIは25.8。フレディは顔は赤く焼け爛れており、赤と緑の横縞のセーター、茶色の中折れ帽を被っている。
オリジナルでは連続児童殺害事件の容疑者だったが、裁判における警察の捜査手順の不備により証拠が使えなくなったうえ、精神鑑定で病気と診断されたため無罪放免となったため、納得のいかない遺族達により住処ごと26歳と言う年齢で焼き殺されてしまう。ところが、フレディの邪悪な魂は3匹の悪魔により怪物として復活、悪霊となり、以後夢の中での殺人を繰り返すこととなる。
「人々の恐怖」を力の源にしているため、あえてすぐには殺さずわざと被害者をいたぶるなど、より残忍な殺人方法を演出して更に力を増強させることができる。逆に、その存在を忘れ去られると結果として無力となる。また、現実の世界では、その力は存分に発揮できずに弱体化する（ただし、第3作では超常的な力で白骨死体のまま暴れ一名を殺害しており、『フレディvsジェイソン』でも超人的な肉体能力をもったジェイソンと体術で互角に渡り合っている）。しかし、現実世界でフレディを倒しても死体は消えてしまい再び夢の中で現れるため倒すことはできない。
「子供、特に小さな少女が大好き」と語っており、生前に彼が起こした連続児童殺害は、児童性愛とサディズムが原因らしいことが窺える。しかし、死んでからは子供というよりむしろハイティーンの若者を中心に狙っている。
リメイクでは幼稚園の地下に住んでいた庭師兼管理人で、園児たちに一番好かれていた人だが裏で性的な悪戯と復讐心を持っていた男。秘密の穴に子供たちをつれて行ったことをしていたことが親たちにばれてしまい、無実を主張するも生きたまま火炙りにされてしまう。しかし夢の中に現れる殺人鬼として復活し、当時幼稚園に通っていた児童たちを狙う。

### 出自
出生については、精神異常者の刑務所に修道女として働いていたアマンダ・クルーガーが、手違いにより刑務所に閉じ込められ、凶悪な囚人達による数百回に及ぶレイプの末に身篭った子供であり父親は不明であることが、アマンダ自身の幽霊により語られている。
外見は、生前はいたって普通の人間であり、幼少期も父親になってからも奇形というわけではなかった。
少年期はその出生の生い立ちゆえに苛められ、動物虐待を繰り返し、母親が再婚してからは再婚相手に虐待されたため精神が歪み、結果として何人もの子供を殺すにいたった。
妻子を持った時期があるが、妻はその手で殺害し、娘は孤児院に引き取られた。第6作では成長した娘を狙って暗躍するが、返り討ちに遭う。

### 弱点
前述の通り、夢の中では不死身であり、撃退するのに何らかの特殊な方法が毎回用いられている。3作目では正規の埋葬をされる事により倒されている。4作目では鏡で己の姿を見るのが弱点とされている。第5作では、アマンダの魂が加勢した。『フレディVSジェイソン』では焼死したことから火が弱点とされているが、倒されたのは後述の性質が原因である。
また、入り込んだ夢の中で身体のどこかに触れられている状態で、夢を見ている人間が覚醒すると、触れられていた部分が現実世界に行ってしまう。第6作及び『フレディVSジェイソン』では、この性質を撃退に利用された。
最大の弱点は、人々が自分のことを恐れていなくては活動できないという自らの性質である。『フレディVSジェイソン』冒頭ではエルム街の大人達が緘口令を敷いたために子供達がそもそもフレディのことを知らないという状態にあったため、窮地に陥っていた。また、自分への恐怖の強さにそのパワーは比例しているため、ほんの何人かが名前を知ったり思い出したりした程度では、満足に殺戮を行うことはできない（『フレディVSジェイソン』で、復活しかけの状態で男性を襲ったところ、鉤爪で体を貫いたにもかかわらず殺すことが出来なかった）。

## 作品による変化
性格
当初、フレディは冷徹な殺人鬼として描かれていたが、シリーズを追うごとにブラックジョークを口にし、残虐ながらもコミカルな殺害方法を見せるようになっていく。フレディの初期の性格は、1作目の監督のウェス・クレイヴンによるところが大きく、後に他の監督によりコメディ化していったフレディを、再びメガホンをとった『エルム街の悪夢 ザ・リアルナイトメア』（原題: Wes Craven's New Nightmare / 直訳: ウェス・クレイヴンの悪夢）で、当初の冷徹な性格に引き戻している。しかし、次作『フレディVSジェイソン』では、再び陽気な性格となった。
その後、リメイク版で再び1作目や7作目と同様に冷徹な性格へと戻り、自分が焼死するまでイタズラをした子供達を対象に数年の月日をかけて殺戮を行い、作中の登場人物のナンシーとクエンティンの2名を除いた当時の幼稚園児全員を殺害している。
衣装
フレディのトレードマークのひとつである赤と緑のボーダーのセーターは、1作目では袖の部分が赤の無地だったが、2作目以降は袖もボーダーになっている。
右手にはめられた鉤爪の手袋は、6作目までは基本的に同じデザインであるが、7作目でデザインが大きく変更された。『フレディVSジェイソン』では6作目以前のデザインの手袋であるが、リメイク版では7作目を基にした手袋となっている。

## 評価・影響
アメリカン・フィルム・インスティチュートが選んだ「アメリカ映画100年のヒーローと悪役ベスト100」では悪役部門で40位となった。
SNKが開発した対戦格闘ゲーム『ザ・キング・オブ・ファイターズ』のキャラクターであるチョイ・ボンゲはフレディ･クルーガーを崇拝しており､彼を真似て鉄の爪を使っている。但し､本物のフレディは片手なのに対し､彼は両手に爪をはめている。また､服装も初期の段階では赤と緑の横縞長袖シャツと本物そっくりだった。しかし､海外スタッフから余りにもそっくり過ぎると苦情が来たので半袖の緑Tシャツにサスペンダー付ズボンという服装に変えられている。
2011年に米国で発売された格闘ゲーム『モータルコンバット』シリーズの9作目、『モータルコンバット9』ではダウンロードコンテンツ限定キャラクターの1人として登場している。デザインはヘイリーが演じたフレディに近いが上記の記述にあるチョイ・ボンゲのように鉄の爪は両手装備になっている。『モータルコンバットX』のモバイル版にも登場する。
コトブキヤのHORROR美少女シリーズにて、ジェイソン・ボーヒーズと共に美少女フィギュア化。山下しゅんやが美少女化のイラストを担当し、毒島孝牧（ブスジマックス）が立体化を担当した。2014年発売。
ホラーゲーム『Dead by Daylight』ではDLCとしてリメイク版の登場人物であるクエンティンと共にゲスト出演している。
SNSを中心に活動をする『広島フレディ』というフレディを模したキャラクターが存在する。
プロレスでは、ネーミングからコスチュームまで模倣した『フレディ・クルーガー』という悪役覆面レスラーが1990年代に登場した。